# Paraphidippus inermis
Paraphidippus inermis är en spindelart som beskrevs av Pickard-Cambridge F. 1901. Paraphidippus inermis ingår i släktet Paraphidippus och familjen hoppspindlar. Inga underarter finns listade i Catalogue of Life.